# Lista nagród i nominacji Madonny

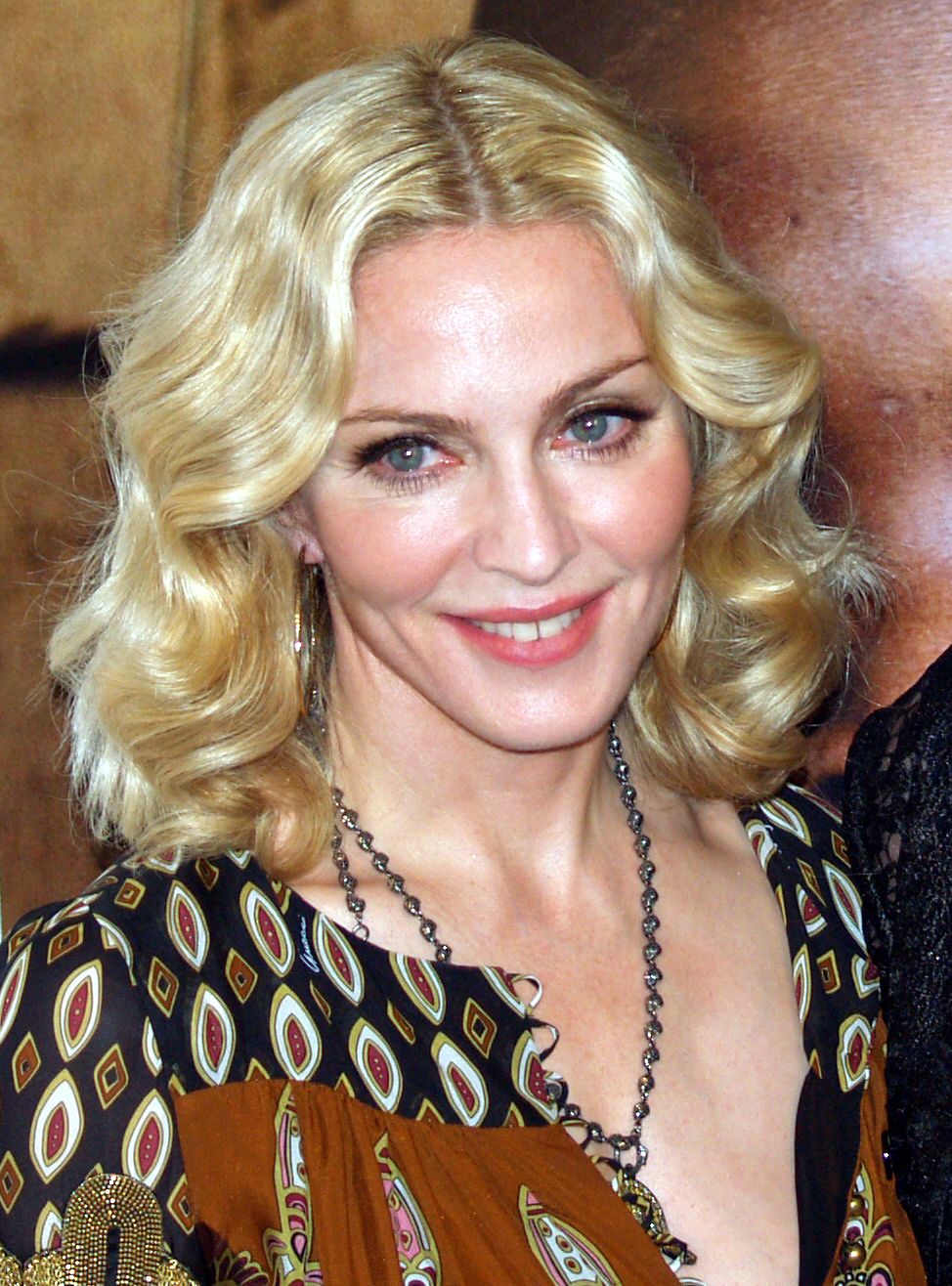
Madonna w 2008 roku

Artykuł przedstawia listę nagród i nominacji zdobytych przez Madonnę, amerykańską piosenkarkę, aktorkę, kompozytorkę, autorkę tekstów, producentkę muzyczną i filmową, reżyserkę, scenarzystkę, tancerkę, projektantkę mody, pisarkę, przedsiębiorcę i filantropkę. Lista obejmuje 295 nagród spośród 644 nominacji.

## AIDS Project Los Angeles
AIDS Project Los Angeles (APLA) to organizacja non-profit z Los Angeles, której zadaniem jest pomoc posiadaczom wirusa zespołu nabytego braku odporności (HIV), walka z epidemią zespołu nabytego niedoboru odporności (AIDS) i propagowanie efektywnej polityki publicznej w sprawie choroby. Fundacja przyznała Madonnie honorową nagrodę za wkład w jej działalność.
| Rok  | Nominacja | Kategoria                             | Rezultat |
| ---- | --------- | ------------------------------------- | -------- |
| 1990 | Madonna   | Nagroda APLA za zaangażowanie w życie | Wygrana  |

## Amadeus Austrian Music Awards
Amadeus Austrian Music Awards to austriackie nagrody muzyczne, wręczane przez IFPI Austria, czyli krajowy oddział Międzynarodowej Federacji Przemysłu Muzycznego. Madonna zdobyła jedną taką nagrodę spośród dwóch nominacji.
| Rok  | Nominacja                    | Kategoria                  | Rezultat  |
| ---- | ---------------------------- | -------------------------- | --------- |
| 2006 | „Hung Up”                    | Międzynarodowy singel roku | Wygrana   |
| 2006 | Confessions on a Dance Floor | Międzynarodowy albmroku    | Nominacja |

## American Foundation for AIDS Research
American Foundation for AIDS Research (amfAR) to organizacja non-profit, wspierająca badania nad AIDS, zapobieganie epidemii HIV, edukację i politykę publiczną w sprawie choroby. Fundacja przyznała Madonnie nagrodę za działalność w kwestii walki z AIDS.
| Rok  | Nominacja | Kategoria         | Rezultat |
| ---- | --------- | ----------------- | -------- |
| 1991 | Madonna   | Nagroda za odwagę | Wygrana  |

## American Moviegoers Awards
American Moviegoers Awards to nagrody przemysłu filmowego, wręczane przez serwis Moviefone. Madonna zdobyła jedną taką nagrodę.
| Rok  | Nominacja | Kategoria         | Rezultat |
| ---- | --------- | ----------------- | -------- |
| 1997 | Evita     | Najlepsza aktorka | Wygrana  |

## American Music Awards
American Music Awards to amerykańskie nagrody muzyczne, stworzone w 1973 roku przez Dicka Clarka. Zwycięzcy wyłaniani są w powszechnych głosowaniu i ogłaszani na dorocznej gali. Madonna zdobyła trzy takie nagrody spośród osiemnastu nominacji.
| Rok  | Nominacja        | Kategoria                                    | Rezultat  |
| ---- | ---------------- | -------------------------------------------- | --------- |
| 1985 | Madonna          | Ulubiona artystka popowa/rockowa             | Nominacja |
| 1986 | Madonna          | Ulubiona artystka popowa/rockowa             | Nominacja |
| 1986 | Madonna          | Ulubiona artystka popowa/rockowa – teledyski | Nominacja |
| 1986 | Like a Virgin    | Ulubiony album popowy/rockowy                | Nominacja |
| 1987 | Madonna          | Ulubiona artystka popowa/rockowa             | Nominacja |
| 1987 | Madonna          | Ulubiona artystka popowa/rockowa – teledyski | Wygrana   |
| 1987 | „Live to Tell”   | Ulubiony singel popowy/rockowy               | Nominacja |
| 1988 | Madonna          | Ulubiona artystka popowa/rockowa             | Nominacja |
| 1990 | Madonna          | Ulubiona artystka popowa/rockowa             | Nominacja |
| 1990 | „Like a Prayer”  | Ulubiony singel taneczny                     | Nominacja |
| 1991 | Madonna          | Ulubiony wykonawca taneczny                  | Nominacja |
| 1991 | Madonna          | Ulubiona artystka popowa/rockowa             | Nominacja |
| 1991 | „Vogue”          | Ulubiony singel taneczny                     | Wygrana   |
| 1991 | „Vogue”          | Ulubiony singel popowy/rockowy               | Nominacja |
| 1992 | Madonna          | Ulubiony wykonawca taneczny                  | Nominacja |
| 1998 | Evita            | Ulubiona ścieżka dźwiękowa                   | Nominacja |
| 2003 | Madonna          | Międzynarodowy wykonawca roku                | Wygrana   |
| 2016 | Rebel Heart Tour | Trasa roku                                   | Nominacja |

## Amerykańskie Stowarzyszenie Kompozytorów, Autorów i Wydawców
Amerykańskie Stowarzyszenie Kompozytorów, Autorów i Wydawców to amerykańska organizacja zbiorowego zarządzania prawami autorskimi lub prawami pokrewnymi. Madonna zdobyła jedną jej nagrodę.
| Rok  | Nominacja | Kategoria                                              | Rezultat |
| ---- | --------- | ------------------------------------------------------ | -------- |
| 1999 | Madonna   | Najlepiej sprzedająca się piosenkarka rockowa XX wieku | Wygrana  |

## AOL TV Viewer Awards
AOL TV Viewer Awards to nagrody przemysłu telewizyjnego, organizowane przez AOL i wręczane w wyniku publicznego głosowania. Madonna otrzymała jedną taką nagrodę.
| Rok  | Nominacja                             | Kategoria                     | Rezultat |
| ---- | ------------------------------------- | ----------------------------- | -------- |
| 2001 | Madonna Live! Drowned World Tour 2001 | Najlepszy koncert telewizyjny | Wygrana  |

## Arion Music Awards
Arion Music Awards to greckie nagrody muzyczne, wręczane w latach 2002–2007 przez IFPI Greece, czyli krajowy oddział Międzynarodowej Federacji Przemysłu Muzycznego. Madonna zdobyła cztery takie nagrody.
| Rok  | Nominacja                    | Kategoria                                    | Rezultat |
| ---- | ---------------------------- | -------------------------------------------- | -------- |
| 2006 | Confessions on a Dance Floor | Najlepiej sprzedający się album zagraniczny  | Wygrana  |
| 2006 | „Hung Up”                    | Najlepiej sprzedający się singel zagraniczny | Wygrana  |
| 2007 | Confessions on a Dance Floor | Najlepiej sprzedający się album zagraniczny  | Wygrana  |
| 2007 | „Hung Up”                    | Najlepiej sprzedający się singel zagraniczny | Wygrana  |

## ASCAP Awards
ASCAP Awards to nagrody przyznawane przez Amerykańskie Stowarzyszenie Kompozytorów, Autorów i Wydawców.

### ASCAP Film and Television Music Awards
ASCAP Film and Television Music Awards przyznawane są za osiągnięcia w zakresie ścieżek dźwiękowych do filmów i telewizji. Madonna zdobyła cztery takie nagrody.
| Rok  | Nominacja                       | Kategoria                            | Rezultat |
| ---- | ------------------------------- | ------------------------------------ | -------- |
| 1987 | „Live to Tell”                  | Najczęściej wykonywany utwór z filmu | Wygrana  |
| 1988 | „Who’s That Girl”               | Najczęściej wykonywany utwór z filmu | Wygrana  |
| 1993 | „This Used to Be My Playground” | Najczęściej wykonywany utwór z filmu | Wygrana  |
| 1999 | „Beautiful Stranger”            | Najczęściej wykonywany utwór z filmu | Wygrana  |

### ASCAP Pop Awards
ASCAP Pop Awards przyznawane są za osiągnięcia w zakresie muzyki pop. Madonna zdobyła sześć takich nagród.
| Rok  | Nominacja                       | Kategoria                    | Rezultat |
| ---- | ------------------------------- | ---------------------------- | -------- |
| 1992 | „This Used to Be My Playground” | Najczęściej wykonywany utwór | Wygrana  |
| 1996 | „You’ll See”                    | Najczęściej wykonywany utwór | Wygrana  |
| 1999 | „Frozen”                        | Najczęściej wykonywany utwór | Wygrana  |
| 1999 | „Ray of Light”                  | Najczęściej wykonywany utwór | Wygrana  |
| 2000 | „Beautiful Stranger”            | Najczęściej wykonywany utwór | Wygrana  |
| 2002 | „Music”                         | Najczęściej wykonywany utwór | Wygrana  |

### ASCAP Rhythm and Soul Awards
ASCAP Rhythm and Soul Awards przyznawane są za osiągnięcia w zakresie gatunków takich jak: R&B, hip-hop, reggae i dance. Madonna zdobyła cztery takie nagrody.
| Rok  | Nominacja                | Kategoria                    | Rezultat |
| ---- | ------------------------ | ---------------------------- | -------- |
| 1999 | „Ray of Light”           | Najlepszy utwór taneczny     | Wygrana  |
| 2000 | „Nothing Really Matters” | Nagradzana piosenka taneczna | Wygrana  |
| 2001 | „Music”                  | Najlepszy utwór taneczny     | Wygrana  |
| 2002 | „Don’t Tell Me”          | Nagradzana piosenka taneczna | Wygrana  |

## Billboard
Sekcja przedstawia nagrody wręczane przez amerykański magazyn muzyczny „Billboard”.

### Billboard.com Mid-Year Music Awards
Billboard.com Mid-Year Music Awards to nagrody wręczane za osiągnięcia w pierwszej połowie roku kalendarzowego. Madonna zdobyła cztery takie nagrody.
| Rok  | Nominacja                                 | Kategoria                    | Rezultat |
| ---- | ----------------------------------------- | ---------------------------- | -------- |
| 2012 | Avicii i Madonna na Ultra Music Festivalu | Najlepszy występ festiwalowy | Wygrana  |
| 2012 | Madonna                                   | MVP pierwszego półrocza      | Wygrana  |
| 2012 | Madonna na Super Bowl XLVI                | Najlepszy występ telewizyjny | Wygrana  |
| 2012 | Madonna kontra Lady Gaga                  | Najbardziej pamiętny spór    | Wygrana  |

### Billboard Magazine Year-End Number One Awards
Billboard Magazine Year-End Number One Awards to nagrody muzyczne, przyznawane w latach 80. dla najpopularniejszych wykonawców danego roku. Madonna zdobyła dwanaście takich nagród.
| Rok  | Nominacja                     | Kategoria                                  | Rezultat |
| ---- | ----------------------------- | ------------------------------------------ | -------- |
| 1985 | Madonna                       | Najlepszy wykonawca na Hot Dance Club Play | Wygrana  |
| 1985 | Madonna                       | Najlepszy wykonawca taneczny – sprzedaż    | Wygrana  |
| 1985 | Madonna                       | Najlepszy wykonawca popowy                 | Wygrana  |
| 1985 | Madonna                       | Najlepsza artystka popowa – albumy         | Wygrana  |
| 1985 | Madonna                       | Najlepszy wykonawca popowy – single        | Wygrana  |
| 1985 | Madonna                       | Najlepsza artystka popowa – single         | Wygrana  |
| 1985 | Madonna                       | Najlepsze wideo                            | Wygrana  |
| 1986 | Madonna Live: The Virgin Tour | Najlepsze wideo                            | Wygrana  |
| 1987 | Madonna                       | Najlepszy wykonawca taneczny – sprzedaż    | Wygrana  |
| 1987 | Madonna                       | Najlepszy wykonawca popowy – single        | Wygrana  |
| 1987 | Madonna                       | Najlepsza artystka popowa – single         | Wygrana  |
| 1989 | Madonna                       | Najlepszy artysta adult contemporary       | Wygrana  |

### Billboard Music Awards
Billboard Music Awards to nagrody muzyczne, przyznawane za mierzoną obiektywnymi wskaźnikami (jak listy przebojów czy sprzedaż płyt) popularność na terenie Stanów Zjednoczonych. Od 1990 do 2007 i z powrotem od 2011 roku są wręczane na corocznych galach. Madonna zdobyła pięć takich nagród spośród sześciu nominacji.
| Rok  | Nominacja              | Kategoria                                   | Rezultat  |
| ---- | ---------------------- | ------------------------------------------- | --------- |
| 1996 | Madonna                | Nagroda za osiągnięcia artysty              | Wygrana   |
| 2004 | „Me Against the Music” | Najlepszy singel na Hot Dance Singles Sales | Wygrana   |
| 2013 | Madonna                | Najlepszy wykonawca koncertowy              | Wygrana   |
| 2013 | Madonna                | Najlepszy wykonawca taneczny                | Wygrana   |
| 2013 | MDNA                   | Najlepszy album taneczny                    | Wygrana   |
| 2016 | Madonna                | Najlepszy wykonawca koncertowy              | Nominacja |

### Billboard Music of the ’80s Poll Awards
Billboard Music of the ’80s Poll Awards to nagrody wręczone w 1990 roku za osiągnięcia na przestrzeni lat 80. Madonna zdobyła trzy takie nagrody.
| Rok  | Nominacja         | Kategoria                 | Rezultat |
| ---- | ----------------- | ------------------------- | -------- |
| 1990 | Madonna           | Popowy wykonawca dekady   | Wygrana  |
| 1990 | Madonna           | Taneczny wykonawca dekady | Wygrana  |
| 1990 | „Into the Groove” | Taneczny singel dekady    | Wygrana  |

### Billboard Music Video Awards
Billboard Music Video Awards to nagrody honorujące teledyski. Madonna zdobyła dwie takie nagrody spośród siedmiu nominacji.
| Rok  | Nominacja                       | Kategoria                         | Rezultat  |
| ---- | ------------------------------- | --------------------------------- | --------- |
| 1989 | „Express Yourself”              | Najlepszy teledysk                | Wygrana   |
| 1992 | „This Used to Be My Playground” | Najlepsza artystka popowa/rockowa | Nominacja |
| 1999 | „Beautiful Stranger”            | Najlepszy teledysk popowy roku    | Nominacja |
| 2000 | „Music”                         | Najlepszy teledysk popowy roku    | Nominacja |
| 2000 | „Music”                         | Najlepszy teledysk roku           | Wygrana   |
| 2001 | „Don’t Tell Me”                 | Najlepszy teledysk popowy roku    | Nominacja |
| 2001 | „What It Feels Like for a Girl” | Najlepszy teledysk taneczny roku  | Nominacja |

### Billboard Touring Awards
Billboard Touring Awards to nagrody wręczane od 2004 roku, honorujące trasy koncertowe. Madonna zdobyła cztery takie nagrody spośród ośmiu nominacji.
| Rok  | Nominacja               | Kategoria                       | Rezultat  |
| ---- | ----------------------- | ------------------------------- | --------- |
| 2004 | Re-Invention World Tour | Najlepsza trasa                 | Wygrana   |
| 2006 | Confessions Tour        | Najwyższy dochód                | Wygrana   |
| 2006 | Confessions Tour        | Największa frekwencja           | Nominacja |
| 2006 | Confessions Tour        | Najlepsza trasa                 | Nominacja |
| 2009 | Sticky & Sweet Tour     | Największa frekwencja           | Wygrana   |
| 2009 | Sticky & Sweet Tour     | Najlepsza trasa                 | Wygrana   |
| 2012 | The MDNA Tour           | Nagroda za marketing i promocję | Nominacja |
| 2012 | The MDNA Tour           | Najlepsza trasa                 | Nominacja |

### Billboard Women in Music
Billboard Women in Music to nagrody wręczane od 2007 roku najbardziej wpływowym kobietom w branży muzycznej. Madonna zdobyła jedną taką nagrodę.
| Rok  | Nominacja | Kategoria    | Rezultat |
| ---- | --------- | ------------ | -------- |
| 2016 | Madonna   | Kobieta roku | Wygrana  |

## Blockbuster Entertainment Awards
Blockbuster Entertainment Awards to nagrody filmowe, wręczane przez firmę Blockbuster LLC. Madonna zdobyła jedną nominację.
| Rok  | Nominacja | Kategoria                   | Rezultat  |
| ---- | --------- | --------------------------- | --------- |
| 1998 | Evita     | Ulubiona aktorka w dramacie | Nominacja |

## Bravo Otto Awards
Bravo Otto Awards to nagrody przyznawane przez niemiecki magazyn „Bravo”. Madonna zdobyła siedem takich nagród.
| Rok  | Nominacja | Kategoria           | Rezultat |
| ---- | --------- | ------------------- | -------- |
| 1985 | Madonna   | Piosenkarka: złoto  | Wygrana  |
| 1986 | Madonna   | Piosenkarka: złoto  | Wygrana  |
| 1987 | Madonna   | Piosenkarka: złoto  | Wygrana  |
| 1989 | Madonna   | Piosenkarka: srebro | Wygrana  |
| 1992 | Madonna   | Piosenkarka: srebro | Wygrana  |
| 1993 | Madonna   | Piosenkarka: brąz   | Wygrana  |
| 1994 | Madonna   | Piosenkarka: brąz   | Wygrana  |

## Brit Awards
Brit Awards to brytyjskie nagrody muzyczne, wręczane przez British Phonographic Industry, czyli krajowy oddział Międzynarodowej Federacji Przemysłu Muzycznego. Madonna zdobyła dwie takie nagrody spośród dwunastu nominacji.
| Rok  | Nominacja                    | Kategoria                                 | Rezultat  |
| ---- | ---------------------------- | ----------------------------------------- | --------- |
| 1986 | Madonna                      | Najlepszy wykonawca solowy międzynarodowy | Nominacja |
| 1987 | Madonna                      | Najlepszy wykonawca solowy międzynarodowy | Nominacja |
| 1988 | Madonna                      | Najlepszy wykonawca solowy międzynarodowy | Nominacja |
| 1991 | Madonna                      | Najlepsza artystka międzynarodowa         | Nominacja |
| 1992 | Madonna                      | Najlepszy wykonawca solowy międzynarodowy | Nominacja |
| 1993 | Madonna                      | Najlepszy wykonawca solowy międzynarodowy | Nominacja |
| 1995 | Madonna                      | Najlepsza artystka międzynarodowa         | Nominacja |
| 1999 | Madonna                      | Najlepsza artystka międzynarodowa         | Nominacja |
| 2001 | Madonna                      | Najlepsza artystka międzynarodowa         | Wygrana   |
| 2006 | Madonna                      | Najlepsza artystka międzynarodowa         | Wygrana   |
| 2006 | Madonna                      | Najlepszy wykonawca popowy                | Nominacja |
| 2006 | Confessions on a Dance Floor | Najlepszy album międzynarodowy            | Nominacja |

## British LGBT Awards
British LGBT Awards to brytyjskie nagrody, wręczane przez środowisko LGBT. Madonna zdobyła jedną nominację.
| Rok  | Nominacja | Kategoria          | Rezultat  |
| ---- | --------- | ------------------ | --------- |
| 2017 | Madonna   | Wykonawca muzyczny | Nominacja |

## CableACE Award
CableACE Award to amerykańskie nagrody, wręczane w latach 1978–1997 przez National Cable Television Association za osiągnięcia w dziedzinie telewizji kablowej. Madonna zdobyła jedną nominację.
| Rok  | Nominacja                        | Kategoria                               | Rezultat  |
| ---- | -------------------------------- | --------------------------------------- | --------- |
| 1994 | The Girlie Show: Live Down Under | Najlepsza specjalna transmisja muzyczna | Nominacja |

## Danish Music Awards
Danish Music Awards (do 2000 roku Dansk Grammy) to duńskie nagrody muzyczne, wręczane przez IFPI Denmark, czyli krajowy oddział Międzynarodowej Federacji Przemysłu Muzycznego. Madonna zdobyła cztery takie nagrody.
| Rok  | Nominacja    | Kategoria                           | Rezultat |
| ---- | ------------ | ----------------------------------- | -------- |
| 1999 | Madonna      | Najlepsza wokalistka międzynarodowa | Wygrana  |
| 1999 | Ray of Light | Najlepszy album międzynarodowy      | Wygrana  |
| 2001 | Music        | Najlepszy album międzynarodowy      | Wygrana  |
| 2001 | „Music”      | Najlepszy przebój międzynarodowy    | Wygrana  |

## Echo Awards
Echo Awards to niemieckie nagrody muzyczne, wręczane przez Deutsche Phono-Akademie od 1992 roku na podstawie wyników sprzedaży albumów. Madonna zdobyła trzy takie nagrody spośród siedmiu nominacji.
| Rok  | Nominacja | Kategoria                         | Rezultat  |
| ---- | --------- | --------------------------------- | --------- |
| 1996 | Madonna   | Najlepsza artystka międzynarodowa | Wygrana   |
| 2001 | Madonna   | Najlepsza artystka międzynarodowa | Nominacja |
| 2004 | Madonna   | Najlepsza artystka międzynarodowa | Nominacja |
| 2006 | Madonna   | Najlepsza artystka międzynarodowa | Wygrana   |
| 2006 | „Hung Up” | Przebój roku                      | Wygrana   |
| 2009 | Madonna   | Najlepsza artystka międzynarodowa | Nominacja |
| 2016 | Madonna   | Najlepsza artystka międzynarodowa | Nominacja |

## Elle Style Awards
Elle Style Awards to nagrody wręczane przez magazyn „Elle”. Madonna zdobyła jedną taką nagrodę.
| Rok  | Nominacja | Kategoria               | Rezultat |
| ---- | --------- | ----------------------- | -------- |
| 2007 | Madonna   | Nagroda dla ikony stylu | Wygrana  |

## Emma-gaala
Emma-gaala to fińskie nagrody muzyczne wręczane przez Musiikkituottajat, czyli krajowy oddział Międzynarodowej Federacji Przemysłu Muzycznego. Madonna zdobyła jedną nominację.
| Rok  | Nominacja | Kategoria                | Rezultat  |
| ---- | --------- | ------------------------ | --------- |
| 2009 | Madonna   | Zagraniczny artysta roku | Nominacja |

## Fonogram – Magyar Zenei Díj
Fonogram – Magyar Zenei Díj to węgierskie nagrody muzyczne, wręczane od 1992 roku przez Magyar Hangfelvétel-kiadók Szövetsége, czyli krajowy oddział Międzynarodowej Federacji Przemysłu Muzycznego. Madonna zdobyła dwie takie nagrody z sześciu nominacji.
| Rok  | Nominacja                    | Kategoria                        | Rezultat  |
| ---- | ---------------------------- | -------------------------------- | --------- |
| 1999 | Ray of Light                 | Międzynarodowy album popowy roku | Wygrana   |
| 2001 | Music                        | Międzynarodowy album popowy roku | Wygrana   |
| 2004 | American Life                | Międzynarodowy album popowy roku | Nominacja |
| 2005 | American Life                | Międzynarodowy album popowy roku | Nominacja |
| 2006 | Confessions on a Dance Floor | Międzynarodowy album popowy roku | Nominacja |
| 2009 | Hard Candy                   | Międzynarodowy album popowy roku | Nominacja |

## Fryderyki
Fryderyki to polskie nagrody muzyczne, wręczane przez Związek Producentów Audio-Video, czyli krajowy oddział Międzynarodowej Federacji Przemysłu Muzycznego. Madonna zdobyła jedną taką nagrodę spośród dwóch nominacji.
| Rok  | Nominacja    | Kategoria                   | Rezultat  |
| ---- | ------------ | --------------------------- | --------- |
| 1998 | Ray of Light | Najlepszy album zagraniczny | Wygrana   |
| 2000 | Music        | Najlepszy album zagraniczny | Nominacja |

## GLAAD Media Awards
GLAAD Media Awards to nagrody wręczane przez Gay & Lesbian Alliance Against Defamation dla osób i dzieł promujących tematykę LGBT. Madonna zdobyła jedną taką nagrodę.
| Rok  | Nominacja | Kategoria                        | Rezultat |
| ---- | --------- | -------------------------------- | -------- |
| 1991 | Madonna   | Nagroda za doskonałość w mediach | Wygrana  |

## Grammy
Grammy to amerykańskie nagrody muzyczne, wręczane corocznie od 1959 roku przez Narodową Akademię Rejestracji Sztuki i Nauki. Stanowią część tak zwanej EGOT, czyli czwórki najważniejszych amerykańskich nagród kulturowych, w skład której wchodzą także telewizyjne Emmy, filmowe Oscary i teatralne Tony. Madonna zdobyła siedem Grammy spośród 28 nominacji.
| Rok  | Nominacja                        | Kategoria                                                                          | Rezultat  |
| ---- | -------------------------------- | ---------------------------------------------------------------------------------- | --------- |
| 1986 | „Crazy for You”                  | Najlepszy kobiecy popowy występ wokalny                                            | Nominacja |
| 1987 | „Papa Don’t Preach”              | Najlepszy kobiecy popowy występ wokalny                                            | Nominacja |
| 1988 | „Who’s That Girl”                | Najlepsza piosenka napisana na rzecz filmu lub telewizji                           | Nominacja |
| 1991 | „Oh Father”                      | Najlepszy teledysk krótkometrażowy                                                 | Nominacja |
| 1992 | Blond Ambition World Tour Live   | Najlepszy teledysk długometrażowy                                                  | Wygrana   |
| 1995 | „I’ll Remember”                  | Najlepsza piosenka napisana na rzecz filmu lub telewizji                           | Nominacja |
| 1995 | The Girlie Show: Live Down Under | Najlepszy teledysk długometrażowy                                                  | Nominacja |
| 1996 | Bedtime Stories                  | Najlepszy album popowy                                                             | Nominacja |
| 1999 | Ray of Light                     | Album roku                                                                         | Nominacja |
| 1999 | Ray of Light                     | Najlepszy album popowy                                                             | Wygrana   |
| 1999 | „Ray of Light”                   | Nagranie roku                                                                      | Nominacja |
| 1999 | „Ray of Light”                   | Najlepsze nagranie taneczne                                                        | Wygrana   |
| 1999 | „Ray of Light”                   | Najlepszy teledysk krótkometrażowy                                                 | Wygrana   |
| 2000 | „Beautiful Stranger”             | Najlepszy kobiecy popowy występ wokalny                                            | Nominacja |
| 2000 | „Beautiful Stranger”             | Najlepsza piosenka napisana na rzecz filmu, telewizji lub innego dzieła wizualnego | Wygrana   |
| 2001 | Music                            | Najlepszy album wokalny popowy                                                     | Nominacja |
| 2001 | „Music”                          | Nagranie roku                                                                      | Nominacja |
| 2001 | „Music”                          | Najlepszy kobiecy popowy występ wokalny                                            | Nominacja |
| 2002 | „Don’t Tell Me”                  | Najlepszy teledysk krótkometrażowy                                                 | Nominacja |
| 2004 | „Die Another Day”                | Najlepsze nagranie taneczne                                                        | Nominacja |
| 2004 | „Die Another Day”                | Najlepszy teledysk krótkometrażowy                                                 | Nominacja |
| 2007 | Confessions on a Dance Floor     | Najlepszy album elektroniczny lub taneczny                                         | Wygrana   |
| 2007 | „Get Together”                   | Najlepsze nagranie taneczne                                                        | Nominacja |
| 2007 | I’m Going to Tell You a Secret   | Najlepszy teledysk długometrażowy                                                  | Nominacja |
| 2008 | The Confessions Tour             | Najlepszy teledysk długometrażowy                                                  | Wygrana   |
| 2009 | „4 Minutes”                      | Najlepsza popowa współpraca wokalna                                                | Nominacja |
| 2009 | „Give It 2 Me”                   | Najlepsze nagranie taneczne                                                        | Nominacja |
| 2010 | „Celebration”                    | Najlepsze nagranie taneczne                                                        | Nominacja |

## Hollywood Walk of Fame
Hollywood Walk of Fame to aleja gwiazd wzdłuż Hollywood Boulevard i Vine Street w Hollywood. Na chodniku znajdują się pięcioramienne gwiazd, upamiętniających znane osobistości świata przemysłu rozrywkowego. W 1990 roku zdecydowano się wyryć taką gwiazdę Madonnie, ta jednak odmówiła.
| Rok  | Nominacja | Kategoria              | Rezultat  |
| ---- | --------- | ---------------------- | --------- |
| 1990 | Madonna   | Hollywood Walk of Fame | Nominacja |

## Hong Kong Top Sales Music Awards
Hong Kong Top Sales Music Awards to nagrody przyznawane od 2001 przez oddział Międzynarodowej Federacji Przemysłu Muzycznego w Hongkongu za sprzedaż albumów. Madonna zdobyła trzy takie nagrody.
| Rok  | Nominacja                    | Kategoria                                        | Rezultat |
| ---- | ---------------------------- | ------------------------------------------------ | -------- |
| 2001 | Music                        | Najlepiej sprzedający się zagraniczny album roku | Wygrana  |
| 2005 | Confessions on a Dance Floor | Najlepiej sprzedający się zagraniczny album roku | Wygrana  |
| 2007 | The Confessions Tour         | Najlepiej sprzedający się zagraniczny album roku | Wygrana  |

## International Dance Music Awards
International Dance Music Awards to nagrody muzyczne w dziedzinie muzyce tanecznej, wręczane od 1985 roku przez Winter Music Conference. Madonna zdobyła 11 takich nagród spośród 21 nominacji.
| Rok  | Nominacja           | Kategoria                                     | Rezultat  |
| ---- | ------------------- | --------------------------------------------- | --------- |
| 1999 | Madonna             | Najlepszy solowy wykonawca taneczny           | Wygrana   |
| 1999 | „Ray of Light”      | Najlepszy teledysk taneczny                   | Wygrana   |
| 2001 | Madonna             | Najlepszy solowy wykonawca taneczny           | Wygrana   |
| 2001 | „Music”             | Najlepszy teledysk taneczny                   | Wygrana   |
| 2001 | „Music”             | Najlepsze nagranie popowo-taneczne 12-calowe  | Wygrana   |
| 2002 | Madonna             | Najlepszy solowy wykonawca taneczny           | Wygrana   |
| 2006 | Madonna             | Najlepszy solowy wykonawca taneczny           | Wygrana   |
| 2006 | „Hung Up”           | Najlepszy teledysk taneczny                   | Wygrana   |
| 2006 | „Hung Up”           | Najlepsza piosenka popowo-taneczna            | Wygrana   |
| 2007 | Madonna             | Najlepszy solowy wykonawca taneczny           | Wygrana   |
| 2007 | „Jump”              | Najlepszy teledysk taneczny                   | Wygrana   |
| 2009 | Madonna             | Najlepszy wykonawca solowy                    | Nominacja |
| 2009 | „4 Minutes”         | Najlepsza piosenka popowo-taneczna            | Nominacja |
| 2010 | Madonna             | Najlepszy wykonawca solowy                    | Nominacja |
| 2010 | „Celebration”       | Najlepsza piosenka popowo-taneczna            | Nominacja |
| 2013 | Madonna             | Najlepszy solowy wykonawca taneczny           | Nominacja |
| 2013 | „Girl Gone Wild”    | Najlepszy teledysk taneczny                   | Nominacja |
| 2013 | „Girl Gone Wild”    | Najlepsza piosenka popowo-taneczna            | Nominacja |
| 2015 | „Bitch I’m Madonna” | Najlepsza piosenka komercyjna popowo-taneczna | Nominacja |
| 2015 | „Bitch I’m Madonna” | Najlepszy teledysk taneczny                   | Nominacja |
| 2015 | Rebel Heart         | Najlepsze długogrające nagranie taneczne      | Nominacja |

## International Rock Awards
International Rock Awardsto nagrody muzyczne w dziedzinie muzyki rockowej, wręczane w latach 1989–1991. Madonna zdobyła dwie takie nagrody.
| Rok  | Nominacja | Kategoria            | Rezultat |
| ---- | --------- | -------------------- | -------- |
| 1989 | Madonna   | Najlepsza wokalistka | Wygrana  |
| 1991 | Madonna   | Wybór publiczności   | Wygrana  |

## Ivor Novello Awards
Ivor Novello Awards to nagrody muzyczne, przyznawane kompozytorom i autorom tekstów przez Brytyjską Akademię Kompozytorów i Tekstopisarzy. Madonna zdobyła dwie takie nagrody w pięciu nominacji.
| Rok  | Nominacja            | Kategoria                      | Rezultat  |
| ---- | -------------------- | ------------------------------ | --------- |
| 2000 | „Beautiful Stranger” | Najlepsza piosenka współczesna | Nominacja |
| 2000 | „Beautiful Stranger” | Najczęściej wykonywane dzieło  | Wygrana   |
| 2000 | „Ray of Light”       | Międzynarodowy przebój roku    | Nominacja |
| 2007 | „Sorry”              | Międzynarodowy przebój roku    | Wygrana   |
| 2007 | „Sorry”              | Najczęściej wykonywane dzieło  | Nominacja |

## Japan Gold Disc Awards
Japan Gold Disc Awards to japońskie nagrody muzyczne, przyznawane przez Recording Industry Association of Japan, czyli krajowy oddział Międzynarodowej Federacji Przemysłu Muzycznego. Madonna zdobyła 17 takich nagród, w tym pięć dla zagranicznego artysty roku, co jest drugim najwyższym wynikiem w historii plebiscytu, zaraz za zespołem The Beatles.
| Rok  | Nominacja        | Kategoria                           | Rezultat |
| ---- | ---------------- | ----------------------------------- | -------- |
| 1987 | Madonna          | Artysta roku (zagraniczny)          | Wygrana  |
| 1987 | True Blue        | Grand Prix Album roku               | Wygrana  |
| 1987 | True Blue        | Najlepszy album roku – pop, solo    | Wygrana  |
| 1990 | Madonna          | Artysta roku (zagraniczny)          | Wygrana  |
| 1990 | Like a Prayer    | Grand Prix Album roku               | Wygrana  |
| 1990 | Like a Prayer    | Najlepszy album roku – pop, solo    | Wygrana  |
| 1991 | Madonna          | Artysta roku (zagraniczny)          | Wygrana  |
| 1991 | I’m Breathless   | Grand Prix Album roku               | Wygrana  |
| 1991 | I’m Breathless   | Najlepszy album roku – pop, kobieta | Wygrana  |
| 1993 | Madonna          | Artysta roku (zagraniczny)          | Wygrana  |
| 1993 | Erotica          | Najlepszy album roku – pop          | Wygrana  |
| 2009 | Madonna          | Artysta roku (zagraniczny)          | Wygrana  |
| 2009 | Hard Candy       | 3 najlepsze albumy                  | Wygrana  |
| 2009 | „Miles Away”     | Dzwonek roku                        | Wygrana  |
| 2009 | „Miles Away”     | Piosenka roku (mobilna)             | Wygrana  |
| 2009 | „Miles Away”     | Piosenka roku (online)              | Wygrana  |
| 2018 | Rebel Heart Tour | Album wideo (zagraniczny)           | Wygrana  |

## Juno
Juno to kanadyjskie nagrody muzyczne, przyznawane przez Canadian Academy of Recording Arts and Sciences. Madonna zdobyła dwie takie nagrody z ośmiu nominacji.
| Rok  | Nominacja                    | Kategoria                                    | Rezultat  |
| ---- | ---------------------------- | -------------------------------------------- | --------- |
| 1985 | Like a Virgin                | Międzynarodowy album roku                    | Nominacja |
| 1987 | True Blue                    | Międzynarodowy album roku                    | Wygrana   |
| 1987 | „Papa Don’t Preach”          | Zagraniczny singel roku                      | Nominacja |
| 1990 | „Like a Prayer”              | Zagraniczny singel roku                      | Nominacja |
| 1991 | Madonna                      | Zagraniczna gwiazda roku                     | Nominacja |
| 1991 | „Vogue”                      | Najlepiej sprzedający się singel zagraniczny | Wygrana   |
| 1999 | Ray of Light                 | Najlepiej sprzedający się album              | Nominacja |
| 2007 | Confessions on a Dance Floor | Międzynarodowy album roku                    | Nominacja |

## Księga rekordów Guinnessa
Księga rekordów Guinnessa to wydany corocznie informator, w którym zamieszczane są światowe rekordy (zarówno naturalne, jak i pobite przez ludzi). Madonna ustanowiła dotychczas 20 takich rekordów.
| Rok  | Nominacja                    | Kategoria                                                                                     | Rezultat |
| ---- | ---------------------------- | --------------------------------------------------------------------------------------------- | -------- |
| 1996 | Evita                        | Najwięcej zmian strojów w filmie                                                              | Wygrana  |
| 2005 | „Hung Up”                    | Utwór z największą ilością państw, gdzie był numerem jeden                                    | Wygrana  |
| 2005 | Confessions on a Dance Floor | Album z największą ilością państw, gdzie był numerem jeden                                    | Wygrana  |
| 2005 | Madonna                      | Najstarszy artysta, okupujący równocześnie pierwsze miejsca brytyjskich list singli i albumów | Wygrana  |
| 2006 | Confessions Tour             | Najbardziej dochodowa trasa koncertowa kobiety                                                | Wygrana  |
| 2007 | Madonna                      | Najlepiej opłacana piosenkarka                                                                | Wygrana  |
| 2009 | Madonna                      | Najwięcej piosenek w pierwszej dziesiątce w Stanach Zjednoczonych                             | Wygrana  |
| 2009 | Madonna                      | Najwięcej numerów jeden na liście Hot Dance Club Play                                         | Wygrana  |
| 2009 | Madonna                      | Największa ilość hitów z rzędu, które dotarły do pierwszej dwudziestki                        | Wygrana  |
| 2011 | Madonna                      | Kobieta z największą ilością sprzedażnych albumów w XXI wieku w Wielkiej Brytanii             | Wygrana  |
| 2012 | Madonna                      | Najwięcej albumów na pierwszym miejscu w Wielkiej Brytanii                                    | Wygrana  |
| 2012 | Madonna                      | Największa oglądalność telewizyjna w historii Super Bowl                                      | Wygrana  |
| 2012 | Madonna                      | Kobieta z największą ilością sprzedanych nagrań w historii                                    | Wygrana  |

## Lunas del Auditorio
Lunas del Auditorio to meksykańske nagrody, przyznawane przez National Auditorium za koncerty na terenie Meksyku. Madonna zdobyła dwie takie nagrody z trzech nominacji.
| Rok  | Nominacja | Kategoria                                         | Rezultat  |
| ---- | --------- | ------------------------------------------------- | --------- |
| 2009 | Madonna   | Najlepszy występ zagranicznego wykonawcy popowego | Wygrana   |
| 2013 | Madonna   | Najlepszy występ zagranicznego wykonawcy popowego | Wygrana   |
| 2016 | Madonna   | Najlepszy występ zagranicznego wykonawcy popowego | Nominacja |

## Meteor Music Awards
Meteor Music Awards to irlandzkie nagrody, przyznawane przez Meteor Mobile. Madonna zdobyła jedną nominację.
| Rok  | Nominacja | Kategoria                               | Rezultat  |
| ---- | --------- | --------------------------------------- | --------- |
| 2005 | Madonna   | Najlepszy występ wykonawcy przyjezdnego | Nominacja |

## MTV
Sekcja przedstawia nagrody wręczane przez telewizję muzyczną MTV.

### Los Premios MTV Latinoamérica
Los Premios MTV Latinoamérica to nagrody wręczane w latach 2002–2009 przez Viacom International Media Networks The Americas, czyli latynoamerykański oddział MTV. Madonna zdobyła pięć nominacji.
| Rok  | Nominacja   | Kategoria                              | Rezultat  |
| ---- | ----------- | -------------------------------------- | --------- |
| 2003 | Madonna     | Najlepszy wykonawca pop międzynarodowy | Nominacja |
| 2006 | Madonna     | Najlepszy wykonawca pop międzynarodowy | Nominacja |
| 2006 | „Hung Up”   | Piosenka roku                          | Nominacja |
| 2008 | Madonna     | Najlepszy wykonawca pop międzynarodowy | Nominacja |
| 2008 | „4 Minutes” | Najlepszy dzwonek                      | Nominacja |

### MTV Artist of the Decade
MTV Artist of the Decade to plebiscyt zorganizowany przez amerykański oddział MTV w 1989 roku, w którym nazwano Madonnę artystą dekady.
| Rok  | Nominacja | Kategoria      | Rezultat |
| ---- | --------- | -------------- | -------- |
| 1989 | Madonna   | Artysta dekady | Wygrana  |

### MTV Australia Awards
MTV Australia Awards to nagrody wręczane w latach 2005–2009 przez australijsko-nowozelandzki oddział MTV. Madonna zdobyła sześć nominacji.
| Rok  | Nominacja                    | Kategoria                   | Rezultat  |
| ---- | ---------------------------- | --------------------------- | --------- |
| 2006 | Madonna                      | Najlepsza artystka          | Nominacja |
| 2006 | Confessions on a Dance Floor | Album roku                  | Nominacja |
| 2006 | „Hung Up”                    | Teledysk roku               | Nominacja |
| 2006 | „Hung Up”                    | Piosenka roku               | Nominacja |
| 2006 | „Hung Up”                    | Najlepszy teledysk taneczny | Nominacja |
| 2009 | „4 Minutes”                  | Najlepsze ruchy             | Nominacja |

### MTV Europe Music Awards
MTV Europe Music Awards to nagrody wręczane od 1994 przez MTV Europe, czyli ogólnoeuropejski oddział MTV. Madonna zdobyła cztery takie nagrody spośród 19 nominacji.
| Rok  | Nominacja                    | Kategoria                    | Rezultat  |
| ---- | ---------------------------- | ---------------------------- | --------- |
| 1995 | Madonna                      | Najlepsza artystka           | Nominacja |
| 1996 | „I Want You”                 | MTV Amour                    | Nominacja |
| 1997 | Madonna                      | Najlepsza artystka           | Nominacja |
| 1998 | Madonna                      | Najlepszy wykonawca taneczny | Nominacja |
| 1998 | Madonna                      | Najlepsza artystka           | Wygrana   |
| 1998 | Ray of Light                 | Najlepszy album              | Wygrana   |
| 1999 | Madonna                      | Najlepsza artystka           | Nominacja |
| 1999 | „Beautiful Stranger”         | Najlepsza piosenka           | Nominacja |
| 2000 | Madonna                      | Najlepszy wykonawca taneczny | Wygrana   |
| 2000 | Madonna                      | Najlepsza artystka           | Wygrana   |
| 2000 | „Music”                      | Najlepsza piosenka           | Nominacja |
| 2001 | Madonna                      | Najlepsza artystka           | Nominacja |
| 2001 | Music                        | Najlepszy album              | Nominacja |
| 2003 | Madonna                      | Najlepsza artystka           | Nominacja |
| 2003 | www.madonna.com              | Najlepsza strona internetowa | Nominacja |
| 2006 | Madonna                      | Najlepsza artystka           | Nominacja |
| 2006 | Madonna                      | Najlepszy wykonawca popowy   | Nominacja |
| 2006 | Confessions on a Dance Floor | Najlepszy album              | Nominacja |
| 2008 | „4 Minutes”                  | Najlepszy teledysk           | Nominacja |

### MTV Millennial Awards
MTV Millennial Awards to nagrody wręczane przez MTV Ameryka Łacińska, czyli oddział MTV w Ameryce Łacińskiej, za wydarzenia popularne wśród pokolenia Y. Madonna zdobyła jedną taką nagrodę.
| Rok  | Nominacja                       | Kategoria      | Rezultat |
| ---- | ------------------------------- | -------------- | -------- |
| 2015 | upadek na gali Brit Awards 2015 | #Epicka wpadka | Wygrana  |

### MTV Movie Awards
MTV Movie Awards to nagrody filmowe, wręczane przez amerykański oddział MTV. Madonna zdobyła cztery nominacje.
| Rok  | Nominacja                    | Kategoria                    | Rezultat  |
| ---- | ---------------------------- | ---------------------------- | --------- |
| 1993 | Sidła miłości                | Najbardziej pożądana aktorka | Nominacja |
| 1995 | „I’ll Remember”              | Najlepsza piosenka filmowa   | Nominacja |
| 1997 | Evita                        | Najlepsza aktorka            | Nominacja |
| 1997 | „Don’t Cry for Me Argentina” | Najlepsza piosenka filmowa   | Nominacja |

### MTV Video Music Awards
MTV Video Music Awards to nagrody przyznawane od 1983 roku przez amerykański oddział MTV za osiągnięcia w dziedzinie teledysku. Madonna zdobyła 20 takich nagród spośród 68 nominacji. Do 2016 roku był to najwyższy wynik ze wszystkich wykonawców w historii, jednak rekord pobiła Beyoncé (24 nagrody).
| Rok  | Nominacja                                                        | Kategoria                           | Rezultat  |
| ---- | ---------------------------------------------------------------- | ----------------------------------- | --------- |
| 1984 | „Borderline”                                                     | Najlepszy debiut                    | Nominacja |
| 1985 | „Like a Virgin”                                                  | Najlepsza dyrekcja artystyczna      | Nominacja |
| 1985 | „Like a Virgin”                                                  | Najlepsza choreografia              | Nominacja |
| 1985 | „Like a Virgin”                                                  | Najlepsze zdjęcia                   | Nominacja |
| 1985 | „Material Girl”                                                  | Najlepszy teledysk kobiecy          | Nominacja |
| 1985 | „Material Girl”                                                  | Najlepsza choreografia              | Nominacja |
| 1986 | Madonna                                                          | Video Vanguard Award                | Wygrana   |
| 1986 | „Dress You Up”                                                   | Najlepsza choreografia              | Nominacja |
| 1986 | „Like a Virgin” (wersja na żywo z Madonna Live: The Virgin Tour) | Najlepsza choreografia              | Nominacja |
| 1987 | „Open Your Heart”                                                | Najlepszy teledysk kobiecy          | Nominacja |
| 1987 | „Open Your Heart”                                                | Najlepsza choreografia              | Nominacja |
| 1987 | „Open Your Heart”                                                | Najlepsza dyrekcja artystyczna      | Nominacja |
| 1987 | „Papa Don’t Preach”                                              | Najlepszy teledysk kobiecy          | Wygrana   |
| 1987 | „Papa Don’t Preach”                                              | Najlepsze zdjęcia                   | Nominacja |
| 1987 | „Papa Don’t Preach”                                              | Najlepszy występ ogólny w teledysku | Nominacja |
| 1989 | „Like a Prayer”                                                  | Teledysk roku                       | Nominacja |
| 1989 | „Like a Prayer”                                                  | Wybór widzów                        | Wygrana   |
| 1989 | „Express Yourself”                                               | Najlepszy teledysk kobiecy          | Nominacja |
| 1989 | „Express Yourself”                                               | Najlepsza dyrekcja artystyczna      | Wygrana   |
| 1989 | „Express Yourself”                                               | Najlepsze zdjęcia                   | Wygrana   |
| 1989 | „Express Yourself”                                               | Najlepsza reżyseria                 | Wygrana   |
| 1989 | „Express Yourself”                                               | Najlepszy montaż                    | Nominacja |
| 1990 | „Vogue”                                                          | Teledysk roku                       | Nominacja |
| 1990 | „Vogue”                                                          | Wybór widzów                        | Nominacja |
| 1990 | „Vogue”                                                          | Najlepszy teledysk kobiecy          | Nominacja |
| 1990 | „Vogue”                                                          | Najlepszy teledysk taneczny         | Nominacja |
| 1990 | „Vogue”                                                          | Najlepsza dyrekcja artystyczna      | Nominacja |
| 1990 | „Vogue”                                                          | Najlepsza choreografia              | Nominacja |
| 1990 | „Vogue”                                                          | Najlepsze zdjęcia                   | Wygrana   |
| 1990 | „Vogue”                                                          | Najlepsza reżyseria                 | Wygrana   |
| 1990 | „Vogue”                                                          | Najlepszy montaż                    | Wygrana   |
| 1991 | „Like a Virgin” (wersja na żywo z W łóżku z Madonną)             | Najlepszy teledysk kobiecy          | Nominacja |
| 1991 | „Like a Virgin” (wersja na żywo z W łóżku z Madonną)             | Najlepsza choreografia              | Nominacja |
| 1991 | The Immaculate Collection                                        | Najlepszy teledysk długometrażowy   | Wygrana   |
| 1992 | „Holiday” (wersja na żywo z W łóżku z Madonną)                   | Najlepszy teledysk kobiecy          | Nominacja |
| 1992 | „Holiday” (wersja na żywo z W łóżku z Madonną)                   | Najlepszy teledysk taneczny         | Nominacja |
| 1992 | „Holiday” (wersja na żywo z W łóżku z Madonną)                   | Najlepsza choreografia              | Nominacja |
| 1993 | „Rain”                                                           | Najlepsza dyrekcja artystyczna      | Wygrana   |
| 1993 | „Rain”                                                           | Najlepsze zdjęcia                   | Wygrana   |
| 1994 | „I’ll Remember                                                   | Najlepszy teledysk z filmu          | Nominacja |
| 1995 | „Take a Bow”                                                     | Najlepszy teledysk kobiecy          | Wygrana   |
| 1995 | „Take a Bow”                                                     | Najlepsza dyrekcja artystyczna      | Nominacja |
| 1995 | „Human Nature”                                                   | Najlepszy teledysk taneczny         | Nominacja |
| 1995 | „Human Nature”                                                   | Najlepsza choreografia              | Nominacja |
| 1996 | „You’ll See”                                                     | Najlepsze zdjęcia                   | Nominacja |
| 1998 | „Ray of Light”                                                   | Teledysk roku                       | Wygrana   |
| 1998 | „Ray of Light”                                                   | Najlepszy teledysk kobiecy          | Wygrana   |
| 1998 | „Ray of Light”                                                   | Najlepszy teledysk taneczny         | Nominacja |
| 1998 | „Ray of Light”                                                   | Przełomowy teledysk                 | Nominacja |
| 1998 | „Ray of Light”                                                   | Najlepsza choreografia              | Wygrana   |
| 1998 | „Ray of Light”                                                   | Najlepsze zdjęcia                   | Nominacja |
| 1998 | „Ray of Light”                                                   | Najlepsza reżyseria                 | Wygrana   |
| 1998 | „Ray of Light”                                                   | Najlepszy montaż                    | Wygrana   |
| 1998 | „Frozen”                                                         | Najlepsze efekty specjalne          | Wygrana   |
| 1999 | „Beautiful Stranger”                                             | Najlepszy teledysk kobiecy          | Nominacja |
| 1999 | „Beautiful Stranger”                                             | Najlepszy teledysk z filmu          | Wygrana   |
| 1999 | „Beautiful Stranger”                                             | Najlepsze zdjęcia                   | Nominacja |
| 1999 | „Nothing Really Matters”                                         | Najlepsze efekty specjalne          | Nominacja |
| 2000 | „American Pie”                                                   | Najlepsze zdjęcia                   | Nominacja |
| 2001 | „Don’t Tell Me”                                                  | Najlepszy teledysk kobiecy          | Nominacja |
| 2001 | „Don’t Tell Me”                                                  | Najlepsza choreografia              | Nominacja |
| 2003 | „Die Another Day”                                                | Najlepszy teledysk z filmu          | Nominacja |
| 2006 | „Hung Up”                                                        | Teledysk roku                       | Nominacja |
| 2006 | „Hung Up”                                                        | Najlepszy teledysk kobiecy          | Nominacja |
| 2006 | „Hung Up”                                                        | Najlepszy teledysk popowy           | Nominacja |
| 2006 | „Hung Up”                                                        | Najlepszy teledysk taneczny         | Nominacja |
| 2006 | „Hung Up”                                                        | Najlepsza choreografia              | Nominacja |
| 2008 | „4 Minutes”                                                      | Najlepszy taniec w teledysku        | Nominacja |

### MTV Video Music Awards Japan
MTV Video Music Awards Japan to nagrody wręczane przez MTV Japonia, czyli japoński oddział MTV. Madonna zdobyła dziewięć nominacji.
| Rok  | Nominacja              | Kategoria                   | Rezultat  |
| ---- | ---------------------- | --------------------------- | --------- |
| 2003 | „Die Another Day”      | Najlepszy teledysk z filmu  | Nominacja |
| 2004 | „Me Against the Music” | Najlepszy teledysk kobiecy  | Nominacja |
| 2004 | „Me Against the Music” | Najlepsza współpraca        | Nominacja |
| 2006 | „Hung Up”              | Najlepszy teledysk taneczny | Nominacja |
| 2006 | „Hung Up”              | Najlepszy teledysk kobiecy  | Nominacja |
| 2006 | „Hung Up”              | Teledysk roku               | Nominacja |
| 2009 | „4 Minutes”            | Najlepszy teledysk z filmu  | Nominacja |
| 2009 | „4 Minutes”            | Najlepsza współpraca        | Nominacja |
| 2015 | „Bitch I’m Madonna”    | Najlepszy teledysk kobiecy  | Nominacja |

### TRL Awards
TRL Awards to nagrody wręczane przez twórców programu Total Request Live, emitowanego na antenie MTV. Madonna zdobyła jedną taką nagrodę.
| Rok  | Nominacja | Kategoria                      | Rezultat |
| ---- | --------- | ------------------------------ | -------- |
| 2006 | Madonna   | Nagroda za osiągnięcia artysty | Wygrana  |

## MuchMusic Video Awards
MuchMusic Video Awards to nagrody w dziedzinie wręczane przez kanadyjską stację telewizyjną MuchMusic za osiągnięcia w dziedzinie teledysku. Madonna zdobyła jedną taką nagrodę z czterech nominacji.
| Rok  | Nominacja      | Kategoria                      | Rezultat  |
| ---- | -------------- | ------------------------------ | --------- |
| 1998 | „Ray of Light” | Najlepszy teledysk zagraniczny | Nominacja |
| 1999 | Madonna        | Ulubiony wykonawca zagraniczny | Nominacja |
| 2006 | „Hung Up”      | Najlepszy teledysk zagraniczny | Nominacja |
| 2008 | „4 Minutes”    | Najlepszy teledysk zagraniczny | Nominacja |

## Musician
„Musician” to amerykański miesięcznik muzyczny, wydawany w latach 1976–1999. Madonna zdobyła od magazynu w 1989 roku nagrodę dla artysty dekady.
| Rok  | Nominacja | Kategoria      | Rezultat |
| ---- | --------- | -------------- | -------- |
| 1989 | Madonna   | Artysta dekady | Wygrana  |

## NetSounds Awards
NetSounds Awards to nagrody wręczane przez brytyjski magazyn „New Musical Express” za osiągnięcia internetowe w przemyśle muzycznym. Madonna zdobyła jedną taką nagrodę.
| Rok  | Nominacja                             | Kategoria                                 | Rezultat |
| ---- | ------------------------------------- | ----------------------------------------- | -------- |
| 2001 | Transmisja koncertu w Brixton Academy | Najlepsze internetowe wydarzenie muzyczne | Wygrana  |

## Nickelodeon Kids’ Choice Awards
Nickelodeon Kids’ Choice Awards to nagrody wręczane przez amerykańską stację telewizyjną dla dzieci Nickelodeon. W 1987 roku nazywały się The Big Ballot, zaś obecną nazwę wprowadzono rok później. Madonna zdobyła dwie takie nagrody spośród sześciu nominacji.
| Rok  | Nominacja            | Kategoria                 | Rezultat  |
| ---- | -------------------- | ------------------------- | --------- |
| 1987 | Madonna              | Ulubiona wokalistka       | Wygrana   |
| 1988 | Madonna              | Ulubiona wokalistka       | Wygrana   |
| 1990 | Madonna              | Ulubiona wokalistka       | Nominacja |
| 1990 | „Like a Prayer”      | Ulubiona piosenka         | Nominacja |
| 1991 | Madonna              | Ulubiona wokalistka       | Nominacja |
| 2000 | „Beautiful Stranger” | Ulubiona piosenka z filmu | Nominacja |

## NME Awards
NME Awards to nagrody wręczane przez brytyjski magazyn „New Musical Express”. Madonna zdobyła dwie takie nagrody.
| Rok  | Nominacja | Kategoria                | Rezultat |
| ---- | --------- | ------------------------ | -------- |
| 1992 | Sex       | Szum roku                | Wygrana  |
| 2006 | Madonna   | Najseksowniejsza kobieta | Wygrana  |

## NRJ Music Awards
NRJ Music Awards to francuskie nagrody wręczane od 2000 roku przez stację radiową NRJ i telewizyjną TF1. Madonna zdobyła cztery takie nagrody spośród jedenastu nominacji.
| Rok  | Nominacja                    | Kategoria                    | Rezultat  |
| ---- | ---------------------------- | ---------------------------- | --------- |
| 2001 | Madonna                      | Zagraniczna piosenkarka roku | Wygrana   |
| 2001 | Music                        | Zagraniczny album roku       | Wygrana   |
| 2001 | „Music”                      | Zagraniczna piosenka roku    | Nominacja |
| 2004 | Madonna                      | Honorowa nagroda NRJ         | Wygrana   |
| 2004 | Madonna                      | Zagraniczna piosenkarka roku | Nominacja |
| 2004 | Madonna                      | Strona internetowa roku      | Nominacja |
| 2004 | American Life                | Zagraniczny album roku       | Nominacja |
| 2006 | Madonna                      | Zagraniczna piosenkarka roku | Wygrana   |
| 2007 | Madonna                      | Zagraniczna piosenkarka roku | Nominacja |
| 2007 | Confessions on a Dance Floor | Zagraniczny album roku       | Nominacja |
| 2015 | Madonna                      | Zagraniczna piosenkarka roku | Nominacja |

## Online Film & Television Association Awards
Online Film & Television Association Awards to nagrody wręczane przez Online Film & Television Association za osiągnięcia filmowe i telewizyjne. Madonna zdobyła trzy takie nagrody spośród dziesięciu nominacji Madonna has won 3 awards from 10 nominations.
| Rok  | Nominacja                             | Kategoria                                                              | Rezultat  |
| ---- | ------------------------------------- | ---------------------------------------------------------------------- | --------- |
| 1996 | Evita                                 | Najlepsza aktorka                                                      | Nominacja |
| 1996 | Evita                                 | Najlepsza aktorka w dramacie                                           | Nominacja |
| 1996 | Evita                                 | Najlepsza aktorka w komedii/musicalu                                   | Nominacja |
| 1996 | „You Must Love Me”                    | Najlepszy piosenka oryginalna                                          | Wygrana   |
| 1996 | „Don’t Cry for Me Argentina”          | Najlepsza piosenka adaptowana                                          | Wygrana   |
| 1999 | „Beautiful Stranger”                  | Najlepszy piosenka oryginalna                                          | Wygrana   |
| 2000 | „American Pie”                        | Najlepsza piosenka adaptowana                                          | Nominacja |
| 2002 | „Die Another Day”                     | Najlepszy piosenka oryginalna                                          | Nominacja |
| 2002 | Madonna Live! Drowned World Tour 2001 | Najlepszy program rozrywkowy, muzyczny lub komediowy                   | Nominacja |
| 2002 | Madonna Live! Drowned World Tour 2001 | Najlepszy prowadzący programu rozrywkowego, muzycznego lub komediowego | Nominacja |

## Online Music Awards
Online Music Awards to nagrody wręczane przez brytyjski magazyn „Music Weeks” za osiągnięcia internetowe w przemyśle muzycznym. Madonna zdobyła jedną taką nagrodę.
| Rok  | Nominacja                             | Kategoria                                         | Rezultat |
| ---- | ------------------------------------- | ------------------------------------------------- | -------- |
| 2001 | Transmisja koncertu w Brixton Academy | Najlepsze internetowe wydarzenie muzyczne na żywo | Wygrana  |

## Orville H. Gibson Guitar Awards
Orville H. Gibson Guitar Awards to nagrody wręczane gitarzystom przez Gibson Guitar Corporation. Madonna zdobyła jedną nominację.
| Rok  | Nominacja | Kategoria          | Rezultat  |
| ---- | --------- | ------------------ | --------- |
| 2002 | Madonna   | Nagroda Lesa Paula | Nominacja |

## People’s Choice Award
People’s Choice Award to amerykańskie nagrody wręczane przez Procter & Gamble we współpracy z CBS za popularność w popkulturze. Madonna zdobyła dwie takie nagrody spośród czterech nominacji.
| Rok  | Nominacja   | Kategoria               | Rezultat  |
| ---- | ----------- | ----------------------- | --------- |
| 1987 | Madonna     | Ulubiona piosenkarka    | Wygrana   |
| 2009 | „4 Minutes” | Ulubiona współpraca     | Nominacja |
| 2016 | Madonna     | Ulubiona ikona muzyczna | Wygrana   |
| 2016 | Madonna     | Ulubiona piosenkarka    | Nominacja |

## Pollstar Concert Industry Awards
Pollstar Concert Industry Awards to nagrody wręczane przez amerykański magazyn „Pollstar” za osiągnięcia w dziedzinie koncertów. Madonna zdobyła dwie takie nagrody spośród czternastu nominacji.
| Rok  | Nominacja                  | Kategoria                                                                                | Rezultat  |
| ---- | -------------------------- | ---------------------------------------------------------------------------------------- | --------- |
| 1984 | Madonna                    | Który artysta ma największe szanse na występowanie w 1985 roku po raz pierwszy w halach? | Nominacja |
| 1987 | Who’s That Girl World Tour | Najbardziej pomysłowa scenografia sceniczna                                              | Nominacja |
| 1990 | Blond Ambition World Tour  | Największa trasa roku                                                                    | Nominacja |
| 1990 | Blond Ambition World Tour  | Najbardziej pomysłowa produkcja sceniczna                                                | Wygrana   |
| 1993 | The Girlie Show World Tour | Najbardziej pomysłowa produkcja sceniczna                                                | Nominacja |
| 2001 | Drowned World Tour         | Największa trasa roku                                                                    | Nominacja |
| 2001 | Drowned World Tour         | Najbardziej pomysłowa produkcja sceniczna                                                | Nominacja |
| 2004 | Re-Invention World Tour    | Największa trasa roku                                                                    | Nominacja |
| 2004 | Re-Invention World Tour    | Najbardziej pomysłowa produkcja sceniczna                                                | Nominacja |
| 2006 | Confessions Tour           | Największa trasa roku                                                                    | Nominacja |
| 2006 | Confessions Tour           | Najbardziej pomysłowa produkcja sceniczna                                                | Wygrana   |
| 2008 | Sticky & Sweet Tour        | Największa trasa roku                                                                    | Nominacja |
| 2008 | Sticky & Sweet Tour        | Najbardziej pomysłowa produkcja sceniczna                                                | Nominacja |
| 2013 | The MDNA Tour              | Najbardziej pomysłowa produkcja sceniczna                                                | Nominacja |

## Porin
Porin to chorwackie nagrody muzyczne, wręczane przez Chorwackie Stowarzyszenie Fonograficzne, Chorwackie Muzyczne Związki Zawodowe, Hrvatska radiotelevizija i Stowarzyszenie Chorwackich Kompozytorów. Madonna zdobyła dwie takie nagrody.
| Rok  | Nominacja    | Kategoria                      | Rezultat |
| ---- | ------------ | ------------------------------ | -------- |
| 1999 | „Frozen”     | Najlepszy zagraniczny teledysk | Wygrana  |
| 1999 | Ray of Light | Najlepszy zagraniczny album    | Wygrana  |

## Premios Amigo
Premios Amigo to hiszpańskie nagrody muzyczne, wręczane od 1997 roku przez Productores de Música de España. Madonna zdobyła jedną taką nagrodę spośród dwóch nominacji.
| Rok  | Nominacja | Kategoria                         | Rezultat  |
| ---- | --------- | --------------------------------- | --------- |
| 2000 | Madonna   | Najlepsza zagraniczna piosenkarka | Wygrana   |
| 2000 | Music     | Najlepszy zagraniczny album       | Nominacja |

## Premios Oye!
Premios Oye! to meksykańskie nagrody muzyczne, wręczane od 2002 roku przez Academia Nacional de la Música en México. Madonna zdobyła dwie takie nagrody spośród pięciu nominacji.
| Rok  | Nominacja           | Kategoria                           | Rezultat  |
| ---- | ------------------- | ----------------------------------- | --------- |
| 2003 | Madonna             | Najlepsza piosenkarka anglojęzyczna | Nominacja |
| 2006 | „Hung Up”           | Najlepsza piosenka anglojęzyczna    | Nominacja |
| 2008 | „4 Minutes”         | Nagranie roku                       | Wygrana   |
| 2008 | Hard Candy          | Album roku                          | Wygrana   |
| 2010 | Sticky & Sweet Tour | Album roku                          | Nominacja |

## Rock and Roll Hall of Fame
Rock and Roll Hall of Fame to amerykańskie muzeum muzyczne, honorujące artystów, którzy mieli wpływ na rozwój rock and rolla. Madonna została do niego wprowadzona w 2008 roku.
| Rok  | Nominacja | Kategoria                  | Rezultat |
| ---- | --------- | -------------------------- | -------- |
| 2008 | Madonna   | Rock and Roll Hall of Fame | Wygrana  |

## Rockbjörnen
Rockbjörnen to szwedzkie nagrody muzyczne, wręczane od 1979 roku przez magazyn „Aftonbladet”. Madonna zdobyła sześć takich nagród.
| Rok  | Nominacja                    | Kategoria                       | Rezultat |
| ---- | ---------------------------- | ------------------------------- | -------- |
| 1989 | Madonna                      | Najlepszy wykonawca zagraniczny | Wygrana  |
| 1989 | Like a Prayer                | Najlepszy album zagraniczny     | Wygrana  |
| 1992 | Madonna                      | Najlepszy wykonawca zagraniczny | Wygrana  |
| 1998 | Madonna                      | Najlepszy wykonawca zagraniczny | Wygrana  |
| 1998 | Ray of Light                 | Najlepszy album zagraniczny     | Wygrana  |
| 2005 | Confessions on a Dance Floor | Najlepszy album zagraniczny     | Wygrana  |

## Saturn
Saturny to amerykańskie nagrody filmowe, wręczane przez Akademię Science fiction, Fantasy i Horrorów. Madonna zdobyła jedną nominację.
| Rok  | Nominacja  | Kategoria         | Rezultat  |
| ---- | ---------- | ----------------- | --------- |
| 1991 | Dick Tracy | Najlepsza aktorka | Nominacja |

## Smash Hits Poll Winners Party
Smash Hits Poll Winners Party to brytyjskie nagrody, wręczane przez magazyn „Smash Hits”. Madonna zdobyła sześć takich nagród.
| Rok  | Nominacja | Kategoria                      | Rezultat |
| ---- | --------- | ------------------------------ | -------- |
| 1990 | Madonna   | Najlepsza piosenkarka          | Wygrana  |
| 1990 | Madonna   | Najbardziej fantazyjna kobieta | Wygrana  |
| 1991 | Madonna   | Najlepsza piosenkarka          | Wygrana  |
| 1991 | Madonna   | Najbardziej fantazyjna kobieta | Wygrana  |
| 1992 | Madonna   | Najlepsza piosenkarka          | Wygrana  |
| 1992 | Madonna   | Najbardziej fantazyjna kobieta | Wygrana  |

## Songwriters Hall of Fame
Songwriters Hall of Fame to amerykańska organizacja, honorująca kompozytorów i autorów tekstów. Madonna zdobyła trzy nominacje do otrzymania głównej nagrody.
| Rok  | Nominacja | Kategoria                | Rezultat  |
| ---- | --------- | ------------------------ | --------- |
| 2014 | Madonna   | Songwriters Hall of Fame | Nominacja |
| 2016 | Madonna   | Songwriters Hall of Fame | Nominacja |
| 2017 | Madonna   | Songwriters Hall of Fame | Nominacja |

## Space Shower Music Video Awards
Space Shower Music Video Awards to japońskie nagrody, wręczane przez stację Space Shower TV za osiągnięcia w dziedzinie teledysku. Madonna zdobyła jedną taką nagrodę.
| Rok  | Nominacja | Kategoria                         | Rezultat |
| ---- | --------- | --------------------------------- | -------- |
| 2006 | „Hung Up” | Najlepszy teledysk międzynarodowy | Wygrana  |

## TEC Awards
TEC Awards to nagrody, honorujące osoby odpowiedzialne za techniczne aspekty kultury audiowizualnej, szczególnie w zakresie dźwięku. Madonna zdobyła jedną taką nagrodę spośród czterech nominacji.
| Rok  | Nominacja          | Kategoria                                                   | Rezultat  |
| ---- | ------------------ | ----------------------------------------------------------- | --------- |
| 2001 | Music              | Najlepsze twórcze osiągnięcie – produkcja albumu            | Nominacja |
| 2001 | „Music”            | Najlepsze twórcze osiągnięcie – produkcja singla            | Wygrana   |
| 2002 | Madonna            | Najlepsze twórcze osiągnięcie – produkcja trasy             | Nominacja |
| 2002 | Drowned World Tour | Najlepsze twórcze osiągnięcie – produkcja nagrania i emisji | Nominacja |

## Telegatto
Telegatto to włoskie nagrody, wręczane przez magazyn „TV Sorrisi e Canzoni”. Madonna zdobyła jedną taką nagrodę .
| Rok  | Nominacja | Kategoria                     | Rezultat |
| ---- | --------- | ----------------------------- | -------- |
| 1992 | Madonna   | Najlepszy artysta zagraniczny | Wygrana  |

## Theatregoers’ Choice Award
Theatregoers’ Choice Award to brytyjskie nagrody teatralne, honorujące sztuki z londyńskiego West Endu. Madonna zdobyła jedną taką nagrodę.
| Rok  | Nominacja    | Kategoria                 | Rezultat |
| ---- | ------------ | ------------------------- | -------- |
| 2002 | Up for Grabs | Teatralne wydarzenie roku | Wygrana  |

## UK Music Hall of Fame
UK Music Hall of Fame to brytyjska galeria sławy, honorująca artystów, którzy mieli znaczący wpływ na brytyjską muzykę. Madonna została do niej wprowadzona w pierwszym roku jej działalności.
| Rok  | Nominacja | Kategoria             | Rezultat |
| ---- | --------- | --------------------- | -------- |
| 2004 | Madonna   | UK Music Hall of Fame | Wygrana  |

## VH1 Do Something! Awards
VH1 Do Something! Awards to amerykańskie nagrody, wręczane przez stację telewizyjną VH1 i organizację Do Something! za działalność społeczną. Madonna zdobyła jedną taką nagrodę.
| Rok  | Nominacja           | Kategoria          | Rezultat |
| ---- | ------------------- | ------------------ | -------- |
| 2010 | Jestem, bo jesteśmy | Nagroda Docu Style | Wygrana  |

## VH1 Fashion Awards
VH1 Fashion Awards to amerykańskie nagrody modowe, wręczane przez stację telewizyjną VH1. Madonna zdobyła pięć takich nagród spośród ośmiu nominacji.
| Rok  | Nominacja            | Kategoria                              | Rezultat  |
| ---- | -------------------- | -------------------------------------- | --------- |
| 1995 | Madonna              | Najmodniejszy artysta                  | Wygrana   |
| 1995 | Madonna              | Najmodniejszy artysta – wybór widzów   | Wygrana   |
| 1998 | Madonna              | Najmodniejszy artysta                  | Wygrana   |
| 1998 | Madonna              | Najbardziej stylowy wykonawca muzyczny | Wygrana   |
| 1998 | Madonna              | Nagroda Versace                        | Wygrana   |
| 1999 | Madonna              | Najmodniejszy artysta                  | Nominacja |
| 1999 | „Beautiful Stranger” | Najbardziej stylowy teledysk           | Nominacja |
| 2000 | „Music”              | Wizjonerski teledysk                   | Nominacja |

## VIVA Comet Awards
VIVA Comet Awards to niemieckie nagrody muzyczne, wręczane przez stację telewizyjną Viva. Madonna zdobyła jedną taką nagrodę spośród trzech nominacji.
| Rok  | Nominacja       | Kategoria             | Rezultat  |
| ---- | --------------- | --------------------- | --------- |
| 1998 | Madonna         | Wykonawca zagraniczny | Wygrana   |
| 2000 | Madonna         | Wykonawca zagraniczny | Nominacja |
| 2000 | „Don’t Tell Me” | Teledysk zagraniczny  | Nominacja |

## Wembley Arena Square of Fame
Wembley Arena Square of Fame to aleja gwiazd przy Wembley Arenie w Londynie. Madonna odcisnęła tam swoją gwiazdę jako pierwsza osoba w historii.
| Rok  | Nominacja | Kategoria                    | Rezultat |
| ---- | --------- | ---------------------------- | -------- |
| 2006 | Madonna   | Wembley Arena Square of Fame | Wygrana  |

## World Music Awards
World Music Awards to nagrody muzyczne, wręczane przez Międzynarodową Federację Przemysłu Fonograficznego najpopularniejszym wykonawcom muzycznym (na podstawie sprzedaży nagrań). Madonna zdobyła dwie takie nagrody spośród ośmiu nominacji.
| Rok  | Nominacja                 | Kategoria                                       | Rezultat  |
| ---- | ------------------------- | ----------------------------------------------- | --------- |
| 2006 | Madonna                   | Najlepszy wykonawca popowy na świecie           | Wygrana   |
| 2008 | Madonna                   | Najlepiej sprzedający się wykonawca amerykański | Wygrana   |
| 2014 | Madonna                   | Najlepsza piosenkarka                           | Nominacja |
| 2014 | Madonna                   | Najlepsza gwiazda                               | Nominacja |
| 2014 | Madonna                   | Najlepszy wykonawca na żywo na świecie          | Nominacja |
| 2014 | MDNA                      | Najlepszy album na świecie                      | Nominacja |
| 2014 | „Give Me All Your Luvin’” | Najlepsza piosenka na świecie                   | Nominacja |
| 2014 | „Give Me All Your Luvin’” | Najlepszy teledysk na świecie                   | Nominacja |

## Złote Globy

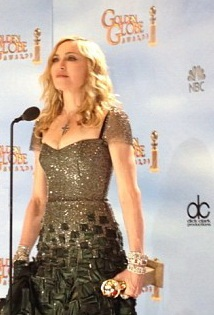
Madonna ze Złotym Globem zdobytym w 2012 roku

Złote Globy to amerykańskie nagrody kinowo-telewizyjne, wręczane przez Hollywoodzkie Stowarzyszenie Prasy Zagranicznej. Madonna zdobyła dwie takie nagrody spośród siedmiu nominacji.
| Rok  | Nominacja                       | Kategoria                                          | Rezultat  |
| ---- | ------------------------------- | -------------------------------------------------- | --------- |
| 1988 | „Who’s That Girl”               | Najlepsza piosenka                                 | Nominacja |
| 1993 | „This Used to Be My Playground” | Najlepsza piosenka                                 | Nominacja |
| 1995 | „I’ll Remember”                 | Najlepsza piosenka                                 | Nominacja |
| 1997 | Evita                           | Najlepsza aktorka w filmie komediowym lub musicalu | Wygrana   |
| 2000 | „Beautiful Stranger”            | Najlepsza piosenka                                 | Nominacja |
| 2003 | „Die Another Day”               | Najlepsza piosenka                                 | Nominacja |
| 2012 | „Masterpiece”                   | Najlepsza piosenka                                 | Wygrana   |

## Złote Jabłka
Złote Jabłka to nagrody wręczane gwiazdom przez Hollywood Women’s Press Club za zachowanie. Madonna zdobyła jedną taką nagrodę.
| Rok  | Nominacja | Kategoria     | Rezultat |
| ---- | --------- | ------------- | -------- |
| 1992 | Madonna   | Kwaśne jabłko | Wygrana  |

## Złote Maliny
Złote Maliny to amerykańskie antynagrody filmowe, wręczane przez Golden Raspberry Award Foundation za najgorsze filmy. Madonna zdobyła dziewięć takich nagród (więcej niż jakakolwiek inna aktorka) spośród szesnastu nominacji.
| Rok  | Nominacja                                                              | Kategoria                                                             | Rezultat  |
| ---- | ---------------------------------------------------------------------- | --------------------------------------------------------------------- | --------- |
| 1987 | Niespodzianka z Szanghaju                                              | Najgorsza aktorka                                                     | Wygrana   |
| 1988 | Kim jest ta dziewczyna?                                                | Najgorsza aktorka                                                     | Wygrana   |
| 1990 | Ogary z Broadwayu                                                      | Najgorsza aktorka drugoplanowa                                        | Nominacja |
| 1990 | Ogary z Broadwayu, Niespodzianka z Szanghaju i Kim jest ta dziewczyna? | Najgorsza aktorka dekady                                              | Nominacja |
| 1990 | Ogary z Broadwayu, Niespodzianka z Szanghaju i Kim jest ta dziewczyna? | Najgorszy debiut dekady                                               | Nominacja |
| 1992 | W łóżku z Madonną                                                      | Najgorsza aktorka                                                     | Nominacja |
| 1994 | Sidła miłości                                                          | Najgorsza aktorka                                                     | Wygrana   |
| 1996 | Cztery pokoje                                                          | Najgorsza aktorka drugoplanowa                                        | Wygrana   |
| 2000 | Sidła miłości, Niespodzianka z Szanghaju, Kim jest ta dziewczyna? itd. | Najgorsza aktorka stulecia                                            | Wygrana   |
| 2001 | Układ prawie idealny                                                   | Najgorsza aktorka                                                     | Wygrana   |
| 2001 | Układ prawie idealny                                                   | Najgorsza ekranowa para (z Rupertem Everettem lub Benjaminem Brattem) | Nominacja |
| 2003 | Rejs w nieznane                                                        | Najgorsza aktorka                                                     | Wygrana   |
| 2003 | Rejs w nieznane                                                        | Najgorsza ekranowa para (z Adriano Giannini)                          | Wygrana   |
| 2003 | Śmierć nadejdzie jutro                                                 | Najgorsza aktorka drugoplanowa                                        | Wygrana   |
| 2003 | „Die Another Day”                                                      | Najgorsza piosenka                                                    | Nominacja |
| 2010 | Śmierć nadejdzie jutro, Układ prawie idealny i Rejs w nieznane         | Najgorsza aktorka dekady                                              | Nominacja |